# Lago Berau
Der Lago Berau ist ein See im osttimoresischen Suco Vatuboro (Verwaltungsamt Maubara, Gemeinde Liquiçá), nördlich des Ortes Gulumanu.
Der See liegt nah an der Küste Timors, an der Sawusee, in die das Wasser des Lago Berau abfließt. In der Regenzeit wird der See durch Zuflüsse aus dem Osten gespeist. Ansonsten fällt der See trocken.